# Psychotria nossibensis
Psychotria nossibensis är en måreväxtart som beskrevs av Aaron Paul Davis och Rafaël Herman Anna Govaerts. Psychotria nossibensis ingår i släktet Psychotria och familjen måreväxter.

## Underarter
Arten delas in i följande underarter:
- P. n. arrhyncha
- P. n. nossibensis